# Карташевський Григорій Іванович
Григо́рій Карташе́вський (18 (29) вересня 1777 — 12 (24) серпня 1840) — педагог, попечитель Білоруської учбової округи; в останній рік життя — сенатор.

## Біографія
Народився в українській сім'ї Карташевських. Після закінчення дворянського відділення університетської гімназії у 1791 році був прийнятий студентом до Імператорського Московського університету, де у 1796 році закінчив курс та в січні 1799 року призначений учителем математики в Казанську гімназію. Викладав математику Н. І. Лобачевському і С. Т. Аксакову, з сестрою якого Надією Тимофіївною, він у 1817 році одружився. 
У 1805 році при заснуванні Імператорського Казанського університету був призначений з 23 січня ад'юнктом для викладання вищої математики, але вже 5 грудня 1806 року Карташевський був звільнений з університету через незгоду з директором університету Яковкіним, проти прояви самовладдя якого він виступив. 

 За словами Аксакова Карташевський належав до невеликого числа людей, моральна висота яких зустрічається дуже рідко і в яких усе життя є — суворий прояв цієї краси. 
 Аксаков зазначав, що Карташевський так високо поставив викладання математики в університеті, що його постановкою викладання був вражений знаменитий М. Ф. Бартельс. 
У вересні 1807 року Карташевський отримав місце редакторського помічника в комісії складання законів. 
У 1809 році був призначений столоначальником в експедицію державного господарства; потім служив у департаментах державного господарства та різних податей і зборів. 
Призначений директором департаменту головного управління духовних справ іноземних сповідань (16.05.1824); З 3 (15) серпня 1829 року, звідки був переведений (03.08.1829) та призначений попечителем Білоруської навчальної округи. У 1834 році з його ініціативи створено Вітебську учительську семінарію — перший спеціальний навчальний заклад на території Білої Русі, що готував вчителів для парафіяльних училищ, підготовчих класів гімназій та повітових училищ.